# Pascal Greggory
Pour l’article ayant un titre homophone, voir Gregory.
Pascal Greggory, né à Paris le 8 septembre 1954, est un acteur français.
Issu du milieu du théâtre, il commence sa carrière au cinéma dans les années 1970. Il obtient son premier rôle dans le film biographique dramatique Les Sœurs Brontë, d'André Téchiné, dans lequel il interprète le rôle de Branwell Brontë avant de devenir l'une des têtes d'affiches de Pauline à la plage d'Éric Rohmer. Il connait une véritable ascension critique et médiatique à partir des années 1990 qui ne fait que se confirmer les trois décennies suivantes. Parmi ses plus grands succès populaires se trouvent La Reine Margot (1994) aux côtés d'Isabelle Adjani, Jeanne d'Arc (1999) aux côtés de Milla Jovovich, La Môme (2008) aux côtés de Marion Cotillard, Pardonnez-moi (2006) aux côtés de Maïwenn et récemment Jeanne du Barry (2023) aux côtés de Johnny Depp. Ce dernier a fait l'ouverture du 76e Festival de Cannes. 
Nommé 3 fois aux Césars (deux nominations pour la catégorie meilleur acteur et une dans la catégorie meilleur acteur dans un second rôle), Pascal Greggory est l'acteur fétiche de nombreux cinéastes : Éric Rohmer, Patrice Chéreau, Olivier Dahan, Rosette, Arielle Dombasle et enfin Maïwenn. Il a tourné aussi sous la direction de Gérard Oury, André Téchiné, Mia Hansen-Løve, Luc Besson et Claude Berri.

## Biographie
Issu d'une famille bourgeoise protestante, fils de Charles-Yves Greggory, industriel, et de Jacqueline Deroure, Pascal Greggory commence sa carrière de comédien, au théâtre puis au cinéma, au milieu des années 1970, après avoir fréquenté le cours Jean Périmony et avoir été auditeur libre au conservatoire de Paris. À l'écran, il obtient son premier grand rôle en 1979, dans le film Les Sœurs Brontë, d'André Téchiné, dans lequel il interprète le rôle de Branwell Brontë. Il tient, en 1983, l'un des rôles principaux de Pauline à la plage d'Éric Rohmer, mais concentre ses activités sur le théâtre.
À partir des années 1990, la carrière cinématographique de Pascal Greggory connaît un nouvel essor, avec notamment des rôles dans des films d'Éric Rohmer (L'Arbre, le Maire et la Médiathèque) ou de Patrice Chéreau (La Reine Margot). Il tient alors de nombreux rôles secondaires et principaux au cinéma, tout en restant actif au théâtre. Sur les planches, il obtient notamment un grand succès en interprétant Dans la solitude des champs de coton de Bernard-Marie Koltès, dans la mise en scène de Patrice Chéreau qui partage avec lui la vedette de la pièce.

## Vie privée
Il a été le compagnon de François-Marie Banier, avec qui il a vécu 7 ans et celui de Patrice Chéreau de 1989 à 2013,.

## Théâtre
- 1974 : Madame Marguerite de Roberto Athayde, mise en scène Jorge Lavelli, théâtre Montparnasse[7]
- 1975 : Hôtel du Lac de François-Marie Banier, mise en scène Andréas Voutsinás, théâtre Moderne
- 1977 : La Guerre civile d’Henry de Montherlant, mise en scène Régis Santon, théâtre Silvia-Monfort
- 1979 : La Petite Catherine de Heilbronn d’Heinrich von Kleist, mise en scène Éric Rohmer, Maison de la culture de Nanterre
- 1984 : La Dernière Classe de Brian Friel, mise en scène Jean-Claude Amyl, théâtre des Mathurins
- 1985 : Émilie Jolie de Philippe Chatel, mise en scène Robert Fortune, Cirque d'hiver puis Casino de Paris
- 1987 : Le Trio en mi bémol d'Éric Rohmer, mise en scène de l'auteur
- 1988 : Hamlet de William Shakespeare, mise en scène Patrice Chéreau, Festival d'Avignon, TNP Villeurbanne, Le Cargo et tournée
- 1989 : Hamlet de William Shakespeare, mise en scène Patrice Chéreau, Théâtre Nanterre-Amandiers, tournée européenne
- 1989 : Liebelei d'Arthur Schnitzler, mise en scène Gabriel Aghion, Comédie des Champs-Élysées
- 1991 : Le Temps et la Chambre de Botho Strauss, mise en scène Patrice Chéreau, Odéon-Théâtre de l'Europe
- 1995 : Dans la solitude des champs de coton de Bernard-Marie Koltès, mise en scène Patrice Chéreau, Manufacture des Œillets Ivry-sur-Seine, Odéon-Théâtre de l'Europe
- 1996 : Il ne faut pas jouer avec le feu d'August Strindberg, mise en scène Luc Bondy, théâtre des Bouffes du Nord, théâtre Vidy-Lausanne et théâtre de Nice
- 2000 : Anéantis de Sarah Kane, mise en scène Louis-Do de Lencquesaing, Théâtre national de la Colline
- 2003 : Phèdre de Racine, mise en scène Patrice Chéreau, Odéon-Théâtre de l'Europe - Ateliers Berthier
- 2005 : Jeanne d'Arc au bûcher, oratorio d'Arthur Honegger (version concert), Auditorium de Strasbourg
- 2008 : Ordet (La Parole) de Kaj Munk, mise en scène Arthur Nauzyciel, Festival d'Avignon, Les Gémeaux
- 2009 : Ordet (La Parole) de Kaj Munk, mise en scène Arthur Nauzyciel, Théâtre du Rond-Point
- 2010 : Rêve d'automne de Jon Fosse, mise en scène Patrice Chéreau, Musée du Louvre, Centre national de création d'Orléans, théâtre de la Ville
- 2011 : Rêve d'automne de Jon Fosse, mise en scène Patrice Chéreau, tournée, Le Grand T Nantes, deSingel Anvers, théâtre du Nord, Stadsschouwburg Amsterdam, Piccolo Teatro, TAP Poitiers, TNB, Wiener Festwochen Vienne, La Criée
- 2012 : Le Retour d'Harold Pinter, mise en scène Luc Bondy, théâtre de l'Odéon et tournée
- 2014 : L'Aide-mémoire de Jean-Claude Carrière, mise en scène Ladislas Chollat, théâtre de l'Atelier
- 2018-2019 : Ceux qui m’aiment... d’après des textes et correspondances de Patrice Chéreau, mise en scène Jean-Pierre Pancrazi, Théâtre Anne de Bretagne Arradon, TNP Villeurbanne, New-York, La Criée, Odéon-Théâtre de l’Europe, Théâtre National de Bretagne TNB, Grand T, Théâtre de la Ville...
- 2020 : Mes frères de Pascal Rambert, mise en scène Arthur Nauzyciel, théâtre de la Colline, tournée
- 2024 : Une trilogie newyorkaise, d'après le livre de Paul Auster, mise en scène d'Igor Mendjisky, L'Azimut[8].

## Filmographie

### Cinéma
- 1975 : Docteur Françoise Gailland de Jean-Louis Bertuccelli : le patient Jacques Etiévant
- 1977 : Madame Claude de Just Jaeckin : Frédéric
- 1978 : Flammes d'Adolfo Arrieta : Paul, le frère de Barbara
- 1979 : Les Sœurs Brontë d'André Téchiné : Branwell Brontë
- 1981 : La Marque du destin de Philippe Gautier (moyen métrage)
- 1982 : Chassé-croisé d'Arielle Dombasle : Julien
- 1982 : Le Beau Mariage d'Éric Rohmer : Nicolas
- 1982 : Le Crime d'amour de Guy Gilles : Marc Dumont
- 1983 : Rosette sort le soir de Rosette (court métrage) : Gilles
- 1983 : Grenouilles d'Adolfo Arrieta : Miguel
- 1983 : Pauline à la plage d'Éric Rohmer : Pierre
- 1984 : Rosette prend sa douche de Rosette (court métrage) : Nicolas
- 1985 : Rosette vend des roses de Rosette (court métrage) : Nicolas
- 1985 : La Nuit porte-jarretelles de Virginie Thévenet
- 1987 : Rosette cherche une chambre de Rosette (court métrage) : Nicolas
- 1988 : Les Pyramides bleues d'Arielle Dombasle : Charles
- 1988 : La Couleur du vent de Pierre Granier-Deferre : Simoni
- 1988 : Rosette vole les voleurs de Rosette (court métrage) : Nicolas
- 1989 : Rupture de Raymonde Carasco : Philippe
- 1992 : Villa Mauresque de Patrick Mimouni : Vincent
- 1993 : Attendre le navire d'Alain Raoust : l'homme au masque de souris
- 1993 : L'Arbre, le Maire et la Médiathèque d'Éric Rohmer : Julien Dechaumes, le maire
- 1993 : La Soif de l'or de Gérard Oury : Jean-Louis Auger
- 1994 : Comme un air de retour de Lorédana Bianconi : le père
- 1994 : La Reine Margot de Patrice Chéreau : Henri, duc d'Anjou
- 1997 : Lucie Aubrac de Claude Berri : Hardy
- 1997 : Le Traité du hasard de Patrick Mimouni : apparition
- 1998 : Les Amis de Ninon de Rosette (court métrage) : Nicolas
- 1998 : Ceux qui m'aiment prendront le train de Patrice Chéreau : François
- 1998 : Zonzon de Laurent Bouhnik : Francky
- 1999 : Le Temps retrouvé de Raoul Ruiz : Saint-Loup
- 1999 : Jeanne d'Arc de Luc Besson : le duc d'Alençon
- 1999 : La Fidélité d'Andrzej Zulawski : Clève
- 2000 : Pourquoi se marier le jour de la fin du monde ? d'Harry Cleven
- 2000 : La Confusion des genres d'Ilan Duran Cohen : Alain Bauman
- 2001 : Un ange de Miguel Courtois : Sarafian Zacharie
- 2002 : Nid de guêpes de Florent Emilio Siri : Louis
- 2002 : La Vie promise d'Olivier Dahan : Joshua
- 2002 : Vingt-quatre heures de la vie d'une femme de Laurent Bouhnik : joueur au casino
- 2002 : So Long Mister Monore d'Éric Dahan
- 2003 : Raja de Jacques Doillon : Fred
- 2003 : Son frère de Patrice Chéreau : le docteur
- 2004 : Arsène Lupin de Jean-Paul Salomé : Beaumagnan
- 2005 : Gabrielle de Patrice Chéreau : Jean Hervey
- 2006 : La Tourneuse de pages de Denis Dercourt : Fouchécourt
- 2006 : Pardonnez-moi de Maïwenn : Dominique, le père
- 2006 : La Môme d'Olivier Dahan : Louis Barrier
- 2007 : La France de Serge Bozon : le lieutenant
- 2008 : Le Bal des actrices de Maïwenn : lui-même
- 2008 : Clara d'Helma Sanders-Brahms : Robert Schumann
- 2008 : Nuit de chien de Werner Schroeter : Ossorio
- 2009 : Rien de personnel de Mathias Gokalp : Philippe Muller
- 2009 : Les Emmurés (Walled In) de Gilles Paquet-Brenner : Malestrazza
- 2010 : Le Mariage à trois de Jacques Doillon : Auguste
- 2010 : L'Enfance du mal d'Olivier Coussemacq : Henri Van Eyck
- 2010 : Rebecca H. (Return to the Dogs) de Lodge Kerrigan : Jérôme Herry/lui-même
- 2010 : Quartier lointain de Sam Garbarski : Thomas Verniaz
- 2012 : Bye Bye Blondie de Virginie Despentes : Claude
- 2014 : Mon amie Victoria de Jean-Paul Civeyrac : Lionel Savinet
- 2015 : Le Dos rouge d'Antoine Barraud : Pascal
- 2016 : Tout de suite maintenant de Pascal Bonitzer : Prévôt-Parédès
- 2017 : Le Serpent aux mille coupures d'Eric Valette : Massé du Réaux
- 2018 : Neuf Doigts de F. J. Ossang : Ferrante
- 2018 : Par le sang de Jonathan Delerie et Guillaume Enard (court métrage) : Mort-Lieu
- 2018 : Ni Dieux ni Maîtres d'Éric Cherrière
- 2018 : Méprises de Bernard Declercq : docteur Lepage
- 2018 : 3 Aventures de Brooke de Yuan Qing : Pierre
- 2019 : L'Heure de la sortie de Sébastien Marnier : Poncin
- 2019 : Doubles Vies d'Olivier Assayas : Marc-Antoine Rouvel
- 2019 : Sœurs d'armes de Caroline Fourest : un agent de la coalition
- 2019 : Notre-Dame du Nil d'Atiq Rahimi : Fontenaille
- 2019 : Frankie d'Ira Sachs : Michel
- 2019 : Saturday Fiction de Lou Ye :
- 2020 : Les Deux Couillons de Thibault Ségouin (court métrage) : Guy
- 2022 : Un beau matin de Mia Hansen-Løve : Georg
- 2023 : Jeanne du Barry de Maïwenn : le duc d'Aiguillon
- 2025 : Ni dieux ni maîtres d'Éric Cherrière : Ocam
- 2025 : Melpomène de Charlotte Dauphin

### Télévision
- 1978 : Mitzi de Marcel Bluwal : Philippe
- 1980 : Catherine de Heilbronn d'Éric Rohmer : Friedrich Wetter (captation vidéo de la mise en scène théâtrale)
- 1982 : Le Lys de Fabrice Maze : Félix
- 1983 : Par ordre du Roy, segment La Marquise de Ganges de Michel Mitrani : le chevalier de Ganges
- 1984 : Deux filles sur un banc d'Alain Ferrari : François
- 1986 : À nous les beaux dimanches de Robert Mazoyer : Bertrand de Lourmes
- 1988 : Le Chevalier de Pardaillan de Josée Dayan : Charles d'Angoulême
- 1989 : Les Jeux de société d'Éric Rohmer
- 1990 : Hamlet de Pierre Cavassilas : Francisco / Fortinbras
- 1992 : Le Temps et la chambre de Patrice Chéreau : Olaf
- 1992 : The First Circle de Sheldon Larry
- 1993 : Nestor Burma, épisode Des kilomètres de linceuls de Joël Séria
- 1995 : Des mots qui déchirent de Marco Pauly : François Rousseau
- 1995 : L'Enfant en héritage de Josée Dayan : Frédéric Schomberg
- 1995 : La Rivière Espérance de Josée Dayan : Alexandre Duthil
- 1995 : Patrice Chéreau, Pascal Greggory, une autre solitude, documentaire de Stéphane Metge
- 1996 : Dans la solitude des champs de coton de Patrice Chéreau : le client
- 1996 : Emma - Première mission d'Arnaud Sélignac : Gratski
- 2002 : Un jour dans la vie du cinéma français de Jean-Thomas Ceccaldi et Christophe d'Yvoire
- 2003 : Phèdre de Stéphane Metge : Thésée
- 2004 : Les Bottes de Renaud Bertrand : Philippe Peyrac
- 2004 : Les Aventuriers des îles oubliées de Patrice Franceschi : narrateur
- 2005 : La Mandrágora de Rafael Herrero
- 2006 : Les Contes secrets ou les Rohmériens, documentaire de Marie Binet
- 2010 : Un lieu incertain de Josée Dayan : Josselin
- 2013 : Le Métis de Dieu d'Ilan Duran Cohen : Albert Decourtray
- 2016 : Section Zéro d'Olivier Marchal : Henry Munro
- 2017 : Glacé de Laurent Herbiet : Julian Hirtmann
- 2022 : Irma Vep d'Olivier Assayas : Gautier Parcheminerie
- 2023 : La Fille qu'on appelle de Charlène Favier : Quentin Le Bars

### Clip

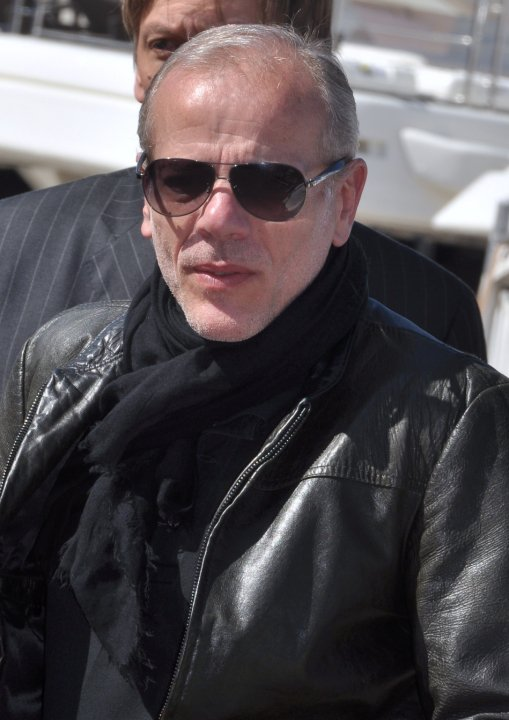
Pascal Greggory au festival de Cannes 2010.

- 1986 : Bois ton café de Rosette, réalisé par Éric Rohmer
- 2007 : Ma France à moi  de Diam's, réalisé par Ivan Grbovic

## Publication

### Participation
- Des nouvelles du cinéma - Une première fois, collectif, Editions du Seuil, 2004

## Distinctions

### Décoration
- Chevalier de la Légion d'honneur[9]

### Récompense
- Étoiles d'or 1999 : Révélation masculine pour Ceux qui m'aiment prendront le train

### Nominations
- César 1999 : Meilleur acteur pour Ceux qui m'aiment prendront le train
- César 2001 : Meilleur acteur pour La Confusion des genres
- César 2008 : Meilleur acteur dans un second rôle pour La Môme